# Якамара зелена
Якамара зелена (Galbula galbula) — вид дятлоподібних птахів родини якамарових (Galbulidae).

## Поширення
Птах поширений на півночі Південної Америки. Трапляється на півночі Бразилії, у Французькій Гвіані, Суринамі, Гаяні, Венесуелі та на сході Колумбії. Його природним середовищем проживання є тропічні та субтропічні вологі низовинні ліси і вторинні ліси

## Опис
Дрібний птах завдовжки 18-22 см і вагою 18-29 г. Дзьоб його чорний, прямий, загострений і дуже довгий (до 5 см). Верхні частини тіла та груди зелені з бронзовими та мідними відтінками. Лоб, корона та частина щік синювато-зелені. Горло біле у самця, а коричневе у самиці. Черево червонуватого кольору. Вентральна сторона хвоста чорно-синього кольору.

## Спосіб життя
Трапляється парами або невеликими групами. Живиться летючими комахами. Гніздиться у норах, які викопує у деревних термітниках або на схилах ярів. У гнізді два яйця.